# Tunas Harapan (Gunung Meriah)
Tunas Harapan is een bestuurslaag in het regentschap Aceh Singkil van de provincie Atjeh, Indonesië. Tunas Harapan telt 838 inwoners (volkstelling 2010).